# ハヤサン
ハヤサンは音泉・BEWEで配信されているインターネットラジオ番組で、テレビアニメ『ハヤテのごとく!!』の連動番組。2010年10月20日から2011年9月21日まで月1（毎月第3水曜日）で配信されており、アニメ・グッズ関連などの情報を中心に放送している。
音泉&BEWEが関わる配信では『ハヤコン』以来3度目のラジオになる（アニメイトTVが関わった『ハヤ☆ラジ!!』を含むと実質4度目になる）。

## 概要
- 毎月第3水曜日配信。
- 予告番の配信については『ハヤテのごとく!!』公式サイトで聴くことが出来る。
- タイトル名の由来についてはスタッフ側は明確にしていないが、「"3"回目のハヤテラジオ」、「週刊少年サンデーの"サン"」、「配信が第"3"水曜日」に引っかけているからではないかと初回で白石と釘宮が語られており、ジングルでも前者と中者が使用されている。

『ハヤコン』からの変更点
- 毎月末最終営業日更新から毎月第3水曜日更新に変更

『ハヤ☆ラジ!!』からの変更点
- 伊藤静から釘宮に再変更

## パーソナリティー
- 白石涼子（綾崎ハヤテ役）
- 釘宮理恵（三千院ナギ役）

## コーナー
ふつおた
コーナーのようなお便りコーナー。現時点でコーナーはまだ存在しないため、リスナーがお便りとして送ってくるエピソードに「『ハヤテのごとく!』にちなんでる風コーナータイトル」をつけて送る。内容が良ければレギュラー化することがある。
メールテーマ
毎回リスナーからテーマを設けてメッセージを募集（行われたテーマについては下のリストを参照）。
お題については放送内では発表されず、音泉の番組紹介内で発表される。
| 回 数 | テーマ                                                        | 備考 |
| ----- | ------------------------------------------------------------- | --- |
| ＃1   | 何故このタイミングでこのラジオが始まったのか?                 | 配信前に募集され、リスナーに予想した。正解者のリスナーは2名現れ、2人が電話をして口止めをした。 |
| ＃2   | ハヤテのごとく!台湾ドラマこうなるはず!                        | - |
| ＃3   | 300問300答                                                    | ・2010年12月8日発売のサンデーで連載300回を突破する事を記念し、300という数字の重みを知るために開催 ・序盤でゆっくりやってしまったため、途中からペースを上げるも結局14問で時間切れ                                 |
| ＃4   | 原作者畑先生への質問&メッセージ&こっそり色々教えて!           | ・15時収録 |
| ＃5   | こんなハヤテグッズが欲しい!                                   | ・クイズ形式で実際に発売されているハヤテグッズを紹介 |
| ＃6   | 映画化のついでに実現してもらいたい事!                         | - |
| ＃7   | ハヤサン～春のクラウス祭り～                                  | クラウス専用のコーナーを6個実施（詳しくは下記に記載） |
| ＃8   | クイズ!5月17日頃発売のハヤテのごとく28巻で明かされる秘密とは? | ・正解者なし、不正解の回答を多数発表 ・その中に惜しいものもあり、「劇場版『ハヤテ』に加えて、もう1本サンデーのアニメも同時上映」という回答があった （正解は『ハヤテ』と『魔法先生ネギま!』(マガジン)の同時上映） |
| ＃9   | 映画公開にちなんだコーナー                                    | 映画公開が、待ちきれない。コーナー多数実施（詳しくは下記記載） |
| ＃10  | 映画公開にちなんだコーナー                                    | 映画公開が、待ちきれない。コーナー多数実施（詳しくは下記記載） |
| ＃11  | 映画公開にちなんだコーナー                                    | 映画公開が、待ちきれない。コーナー多数実施（詳しくは下記記載） |
| ＃12  | いろいろな感想                                                | 劇場版での感想を募集した。 |

クラウスのごとく!（＃7、＃8）
リスナーが年老いたなと思うことを書くコーナー。
クラウスの確率!（＃7、＃8）
劇場版にクラウスが登場する確率に例えて送る。
ハーマイオニー・オーマイラブー（＃7）
ハヤテの仮の姿であるハーマイオニーに対して、熱い思いや魅力を語る。
クラウスグッズこれが欲しいのだ!（＃7）
ハヤテグッズの中で、あまり見かけないにで、リスナーから募集し、作っちゃうコーナー。
夢はブラジルのコーヒー農場オーナー!（＃7）
上の題名は、クラウスのひそかに抱いている夢である。そして、それに乗っかって、リスナーがひっそり抱いている夢を募集する。
新聞にアイロン!僕の得意技!（＃7）
リスナーのちょっとした特技や得意技を教える。
(もっと!!)今あるヒントで勝手に劇場版のラジオCMを作ろう!（＃9、11）
今ある劇場版の情報をまとめて、短めのラジオCMの台本を作ろうという。優秀作品は、番組内で本物のラジオCMとしても放送される。
(もっと!!)祝!劇場版アフレコ終了!今すぐ聴きたい劇場版ハヤテのごとくのこと（＃10、11）
劇場版のアフレコが終了したため、出演者が質問に答えるというもの。質問の仕方によっては、劇場版の秘密がわかるかも??
西沢歩のこれって普通･･･かな？（＃10）
とくかく普通の代名詞キャラである西沢さん。自分の中で普通と思っていることを募集する。それをパーソナリティおよびゲストが普通か、普通じゃないかを判断します。
片田舎自慢
今回の劇場版の舞台は、西沢歩のおばあちゃんが住むという片田舎。そこで、どういった自慢があるのかを募集。
色々な感想（＃12）
劇場版の感想、初日の舞台挨拶、ハヤテのごとく99話、水蓮寺ルカのアドバスと遭遇した時のもの、ネギハヤカフェに行った感想などを読み上げる。

## 配信リスト
| 放送回数 | 配信日         | 配信時間 | ゲスト                 | 備考                                                                                          |
| -------- | -------------- | -------- | ---------------------- | --------------------------------------------------------------------------------------------- |
| 第1回    | 2010年10月20日 | 39：07   | -                      | -                                                                                             |
| 第2回    | 2010年11月17日 | 39：41   | -                      | -                                                                                             |
| 第3回    | 2010年12月15日 | 41：20   | -                      | -                                                                                             |
| 第4回    | 2011年1月19日  | 46：55   | 畑健二郎（原作者）     | 番組初ゲスト登場回で、劇場版の内容が発表された。                                              |
| 第5回    | 2011年2月16日  | 39：18   | -                      | 「ハヤテグッズクイズ」で今までの発売された グッズのおさらいクイズ。                           |
| 第6回    | 2011年3月16日  | 38：38   | -                      | -                                                                                             |
| 第7回    | 2011年4月20日  | 56：53   | 三宅健太（クラウス役） | 釘宮が欠席し、代役として三宅がゲスト出演、クラウス専用のコーナーが行われた                    |
| 第8回    | 2011年5月18日  | 38：10   | -                      | 映画の公開日および同時上映の作品の公開が発表。 前回に引き続き「春のクラウス祭り」が行われた。 |
| 第9回    | 2011年6月15日  | 33：58   | -                      | -                                                                                             |
| 第10回   | 2011年7月20日  | 43：16   | 矢作紗友里（瀬川泉役） | 釘宮は欠席し、代役として矢作がゲスト出演。                                                    |
| 第11回   | 2011年8月17日  | 49：07   | -                      | -                                                                                             |
| 第12回   | 2011年9月21日  | 28：01   | -                      | ラジオ最終回。今後の情報がお知らせされ、 アニメ第3期の企画があることを発表。                  |